# Bajkal–Amur-järnvägen

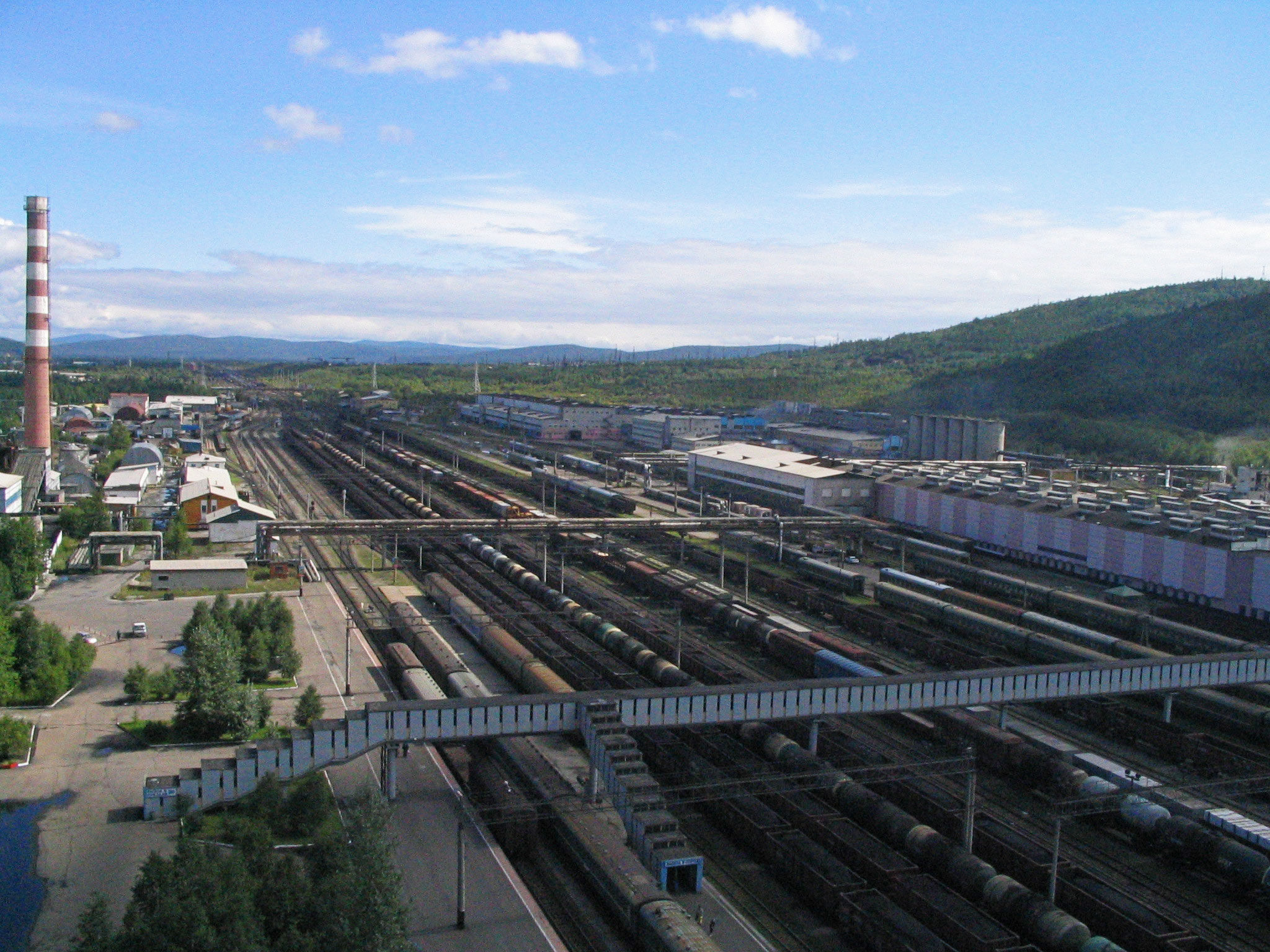
Bangården i Tynda.

Bajkal–Amur-järnvägen (på ryska Байкало-Амурская магистраль, Bajkalo-Amurskaja magistral, förkortat BAM) är en järnvägslinje i Sibirien, Ryssland. Den sträcker sig från Tajsjet vid Transsibiriska järnvägen i centrala Sibirien till Sovjetskaja Gavan vid Stilla havet. Järnvägen byggdes i etapper, först på 1930- och 1940-talen och sedan mellan 1974 och 2003. Den är 4 324 km lång.

Bajkal-Amur-järnvägen med anslutningsbanor.

## BAM
Namnet Bajkal-Amur magistral, BAM, syns första gången i ett dekret från 1932. Det har sedan kommit att användas på olika sätt. BAM kan stå för järnvägen mellan Tajsjet och Sovjetskaja Gavan vid Stilla havet, men ofta betecknar det endast den del som byggdes mellan 1974 och 2003, sträckan Ust-Kut (Lena) till Komsomolsk-na-Amure. Ibland låter man namnet inkludera även järnvägar som ansluter till BAM, bland andra Tynda till Bamovskaja (Skovorodino) vid Transsibiriska järnvägen (kallad ”Lilla BAM”) och Komsomolsk-na-Amure till Chabarovsk (Volotjajevka) vid Transsibiriska järnvägen.
Järnvägsknuten Bamovskaja (Skovorodino) på Transsibiriska järnvägen kallas ofta bara Bam eftersom därifrån utgår järnvägen ”Lilla BAM” till Tynda på BAM.
Slutligen kan BAM stå för hela projektet att utveckla stora delar av östra Sibirien genom järnvägsbygget.

## Banlängder mm

### BAM
- Tajsjet - Ust-Kut (Lena): Ca 700 km
- Ust-Kut (Lena) - Komsomolsk-na-Amure: Ca 3 150 km
- Komsomolsk-na-Amure - Sovjetskaja Gavan: Ca 470 km
- Totalt: Ca 4 320 km, mest enkelspår
- Ca 1 470 km var elektrifierade 2007

### Anslutningsbanor
- Tynda - Bamovskaja (Skovorodino): Ca 180 km
- Tynda - Jakutsk (Nizjnij Bestjach): Ca 1 300 km
- Novyj Urgal – Izvestkovaja: Ca 330 km
- Komsomolsk-na-Amure - Chabarovsk (Volochajevka): Ca 375 km

### Övrigt
- Spårvidd: 1 520 mm
- Tunnlar: 21 st med en sammanlagd längd av 47 km
- Broar: Ca 4 200 st med en sammanlagd längd av ca 400 km

## 1933-1953
BAM byggdes i flera etapper mellan 1930-talet och början av 2000-talet. Redan när man planerade Transsibiriska järnvägen på 1880-talet fanns en sträckning norr om Bajkalsjön med som ett alternativ, men det avfärdades eftersom naturförhållandena där var alltför svåra. På 1920-talet aktualiserades åter en järnväg norr om Bajkalsjön av militärstrategiska skäl. Transsibiriska järnvägen löper i ett utsatt läge nära gränsen mot Kina. När Japan ockuperade Manchuriet 1933 började Sovjet att bygga en järnväg från Transsibiriska järnvägen norrut till byn Tynda 180 km norrut. Den kunde tas i bruk 1937. Tynda skulle bli centralorten för BAM. Arbetet utfördes i huvudsak av ca 400 000 lägerfångar från Gulag som fick arbeta under mycket svåra förhållanden.
Man började också att lägga spår i väster från Tajsjet via Bratsk till Ust-Kut vid floden Lena, likaså i öster mellan Komsomolsk-na-Amure och Sovjetskaja Gavan. 1941 upphörde arbetet i väster och på Tynda-järnvägen. Stora delar av den lagda rälsen bröts upp för att användas i försvaret av det belägrade Stalingrad. (Man hade också upptäckt stora brister hos järnvägen.)
1943 återupptogs bygget, nu även med mer än 100 000 tyska och japanska krigsfångar. 1945 kunde den östra sträckan invigas och 1950 den västra.
När Josef Stalin avled 1953 upphörde i stort sett allt vidare arbete med BAM. Det hade hela tiden funnits en stark misstro mot projektets lönsamhet. Dessutom avvecklades Gulag-lägren och därmed också tillgången till billig arbetskraft. (Det beräknas att ca 150 000 av tvångsarbetarna hade avlidit under arbetet). Ett annat jätteprojekt blev intressantare, rymdkapplöpningen.
Det skulle dröja till slutet av 1960-talet innan man började undersöka möjligheten att fortsätta med järnvägsbyggandet. 1972 började man att åter lägga räls på ”Lilla BAM” och arbetet var färdigt 1975.

## 1974-2004

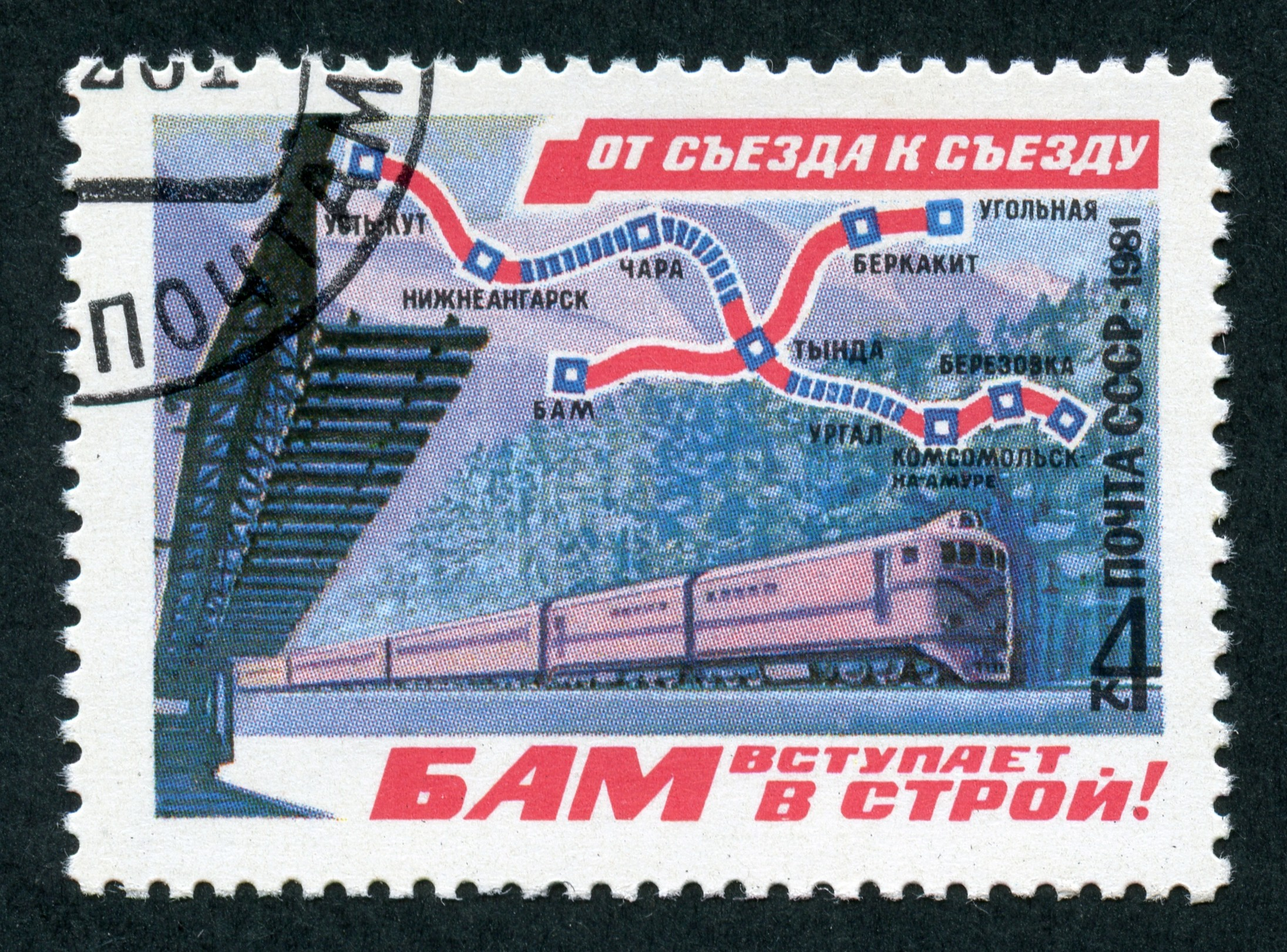
"Från kongress till kongress - BAM skapar historia!" - Sovjetiskt frimärke 1981.

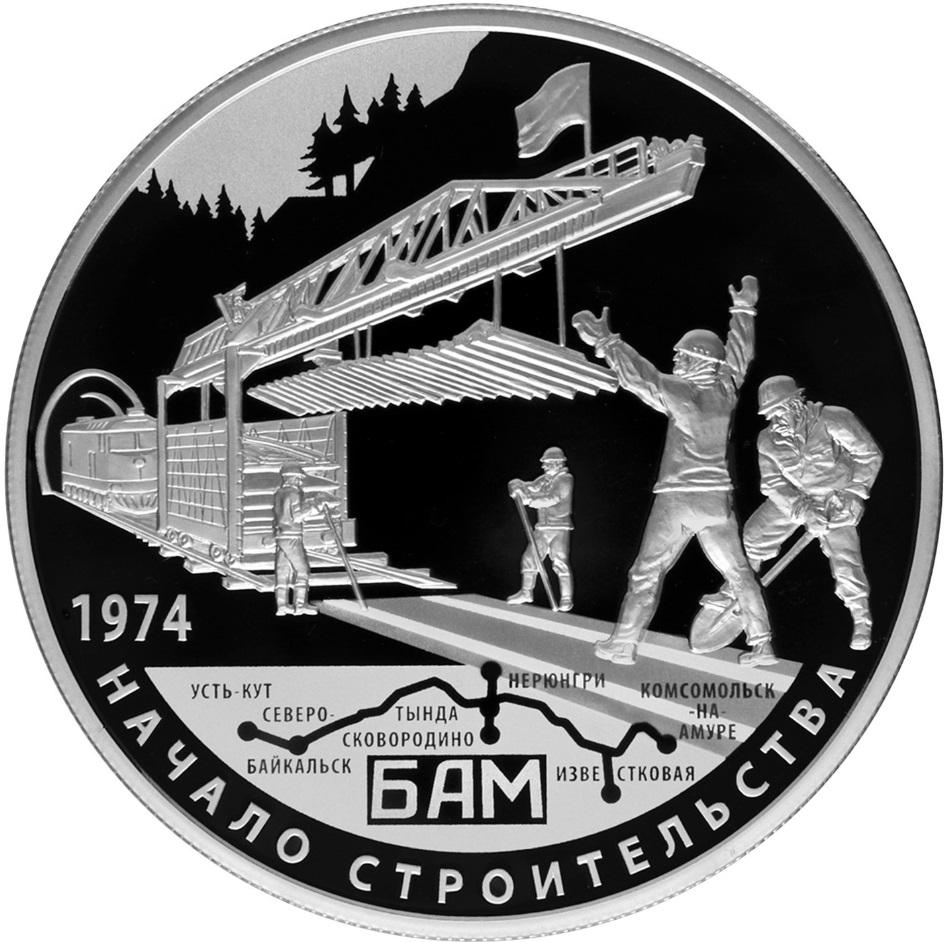
"BAM - Arbetet påbörjas". Plakett utgiven 1974.

Den 15 mars 1974 meddelade Sovjetunionens ledare, Leonid Brezjnev, att bygget av BAM skulle slutföras. Det var ett gigantiskt projekt som kom helt oväntat för de allra flesta. Det motiverades denna gång inte främst av militära skäl, även om sådana också fanns. Gränskonflikten med Kina vid Ussurifloden 1969 hade påmint om Transsibiriska järnvägens utsatta läge, men den vapentekniska utvecklingen skulle göra också den nya sträckningen sårbar. I stället fanns det andra syften:
- Att möjliggöra exploatering av naturtillgångarna i området
- Att underlätta handeln med Japan och andra snabbväxande ekonomier runt Stilla havet
- Att avlasta Transsibiriska järnvägen
- Att kunna befolka östra Sibirien och därmed stärka Sovjetunionens politiska kontroll i området i en tid när Kina växte sig allt starkare
- Att mobilisera folket och framför allt ungdomen ideologiskt

Projektet skulle ledas av kommunistpartiets ungdomsorganisation Komsomol och det mesta arbetet skulle utföras av medlemmarna. Redan den 2 maj 1974 anlände de första Komsomol-arbetarna till Ust-Kut. Det var inte ”bara” en järnväg som skulle byggas utan också bostäder för arbetarna, fabriker för tillverkning av materiel, infrastruktur och serviceanläggningar.
Under projekttiden 1974-1984 drevs en massiv propaganda i medierna. Den riktade sig både till den sovjetiska befolkningen, till dem som arbetade på BAM och till utlandet. Det skrevs böcker och sånger, det ordnades utställningar och festivaler, det gavs ut frimärken etc. Ordet BAM mytologiserades på ett sätt som liknade Stora fosterländska kriget. Samtidigt var ledningen inom Komsomol och kommunistpartiet tidigt medvetna om de stora missförhållanden som fanns, något som blev offentligt när arkiven öppnades i början av 1990-talet.
I augusti 1974 annonserades att järnvägen skulle stå klar 1982, en helt orealistisk tidsplan som senare ändrades till 1984, även det verklighetsfrämmande. Sträckan mellan Ust-Kut och Komsomolsk-na-Amure invigdes visserligen 1984 men då var i praktiken bara en tredjedel fullt användbar. Brezjnev hade avlidit 1982 och viljan bland de styrande och allmänhet att fortsätta var liten. De svåraste avsnitten återstod, bland annat tunnelbyggen. Först 1990 kunde BAM tas i bruk men då kvarstod ändå framför allt Severomujsk-tunneln att färdigställa. I stället fanns en provisorisk och besvärlig förbifart. Tunneln stod klar i december 2003 och då kunde man på riktigt säga att hela BAM var färdig, sjuttio år efter starten.

## Naturförhållanden
Den nya banan kom att dras genom mycket varierande terräng med 3 000 m höga berg, floder, sjöar och träskmarker. I delar av området är den seismiska aktiviteten hög och jordskalv vanliga.
Klimatet är extremt. Vintrarna varar sju till nio månader och temperaturen kan då sjunka under -50 °C. Somrarna är fuktiga och myggrika med temperaturer ibland över 35 °C. Det råder permafrost i större delen av området. Påfrestningarna för arbetare och på materiel var och är naturligtvis stora. Det är vanligt att spåren tar skada av sättningar i marken när permafrosten smälter.
Området mellan Komsomolsk-na-Amure är rikt på vilda djur som brunbjörn, vildren och sibirisk tiger.

## Severomujsk-tunneln

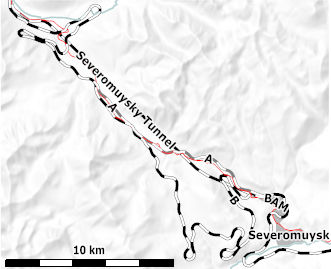
Förbifarter (A och B) och tunnel genom Severomujsk.

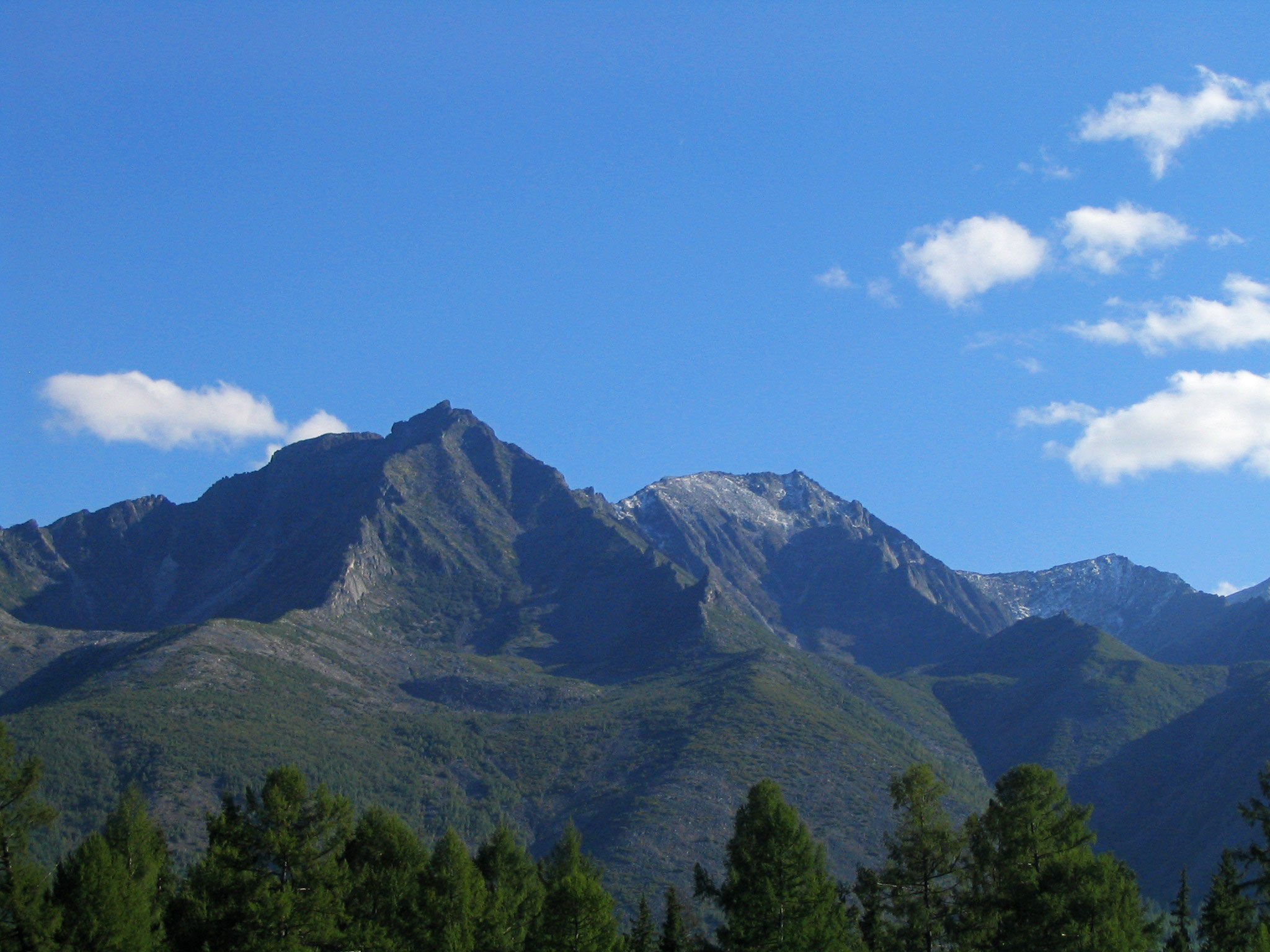
Bergskedjan Severomujsk.

Mellan Bajkalsjön och Tynda reser sig den 2 286 meter höga bergskedjan Severomujsk. Redan 1977 påbörjades arbetet med en tunnel genom berget, planerad att stå färdig 1984, men det dröjde ända till slutet av 2003 innan den kunde invigas. En provisorisk förbifart stod klar 1987. Den var inte konstruerad för att hålla efter 1992 då tunneln beräknades vara färdig. Även detta datum visade sig vara alltför optimistiskt. Förbifarten hade dessutom en mycket kraftig lutning, farliga 40 ‰ (i Sverige är det ovanligt med mer än 10 ‰), och det hände att tunga godståg spårade ur. En ny och längre förbifart byggdes, nu med 18 ‰ lutning.
Tunnelbyggarna mötte enorma svårigheter. Bergskedjan av granit har hög seismisk aktivitet. Genom berget löper fyra större förkastningslinjer som ger upphov till många underjordiska sjöar och vattendrag under högt tryck. Vatten pressades hela tiden in i tunneln. Vid ett tillfälle drunknade arbetare när berget plötsligt gav vika och vattenmassor strömmade in. För att få förvarning om svåra geologiska förhållanden borrade man en mindre tunnel parallellt med och 200-300 m före huvudtunneln. Man kontaktade utländska företag men inget var intresserat av att delta i byggandet. För att komma till rätta med läckaget sprutade man in flytande kväve i berget. Vattnet frös till is och  man kunde klä tunneln med betong. Dessutom borrade man långa vertikala och horisontella schakt som ledde bort vatten.
Förutom de tekniska utmaningarna försvårades arbetet av dålig ekonomi. Den politiska ledningen i Moskva var ovillig att anslå mer pengar till BAM.
Man byggde från två håll och 2001 möttes delarna. När tunneln togs i bruk den 21 december 2003 var BAM äntligen klar. Restiden förbi Severomuisk förkortades då från två timmar till 15 minuter.
Severomujsktunneln är med sina 15 343 m Rysslands längsta. Den har ett tvärsnitt på 67 m². Som mest löper tunneln 1 000 m under berget.

## Ungdomsprojekt

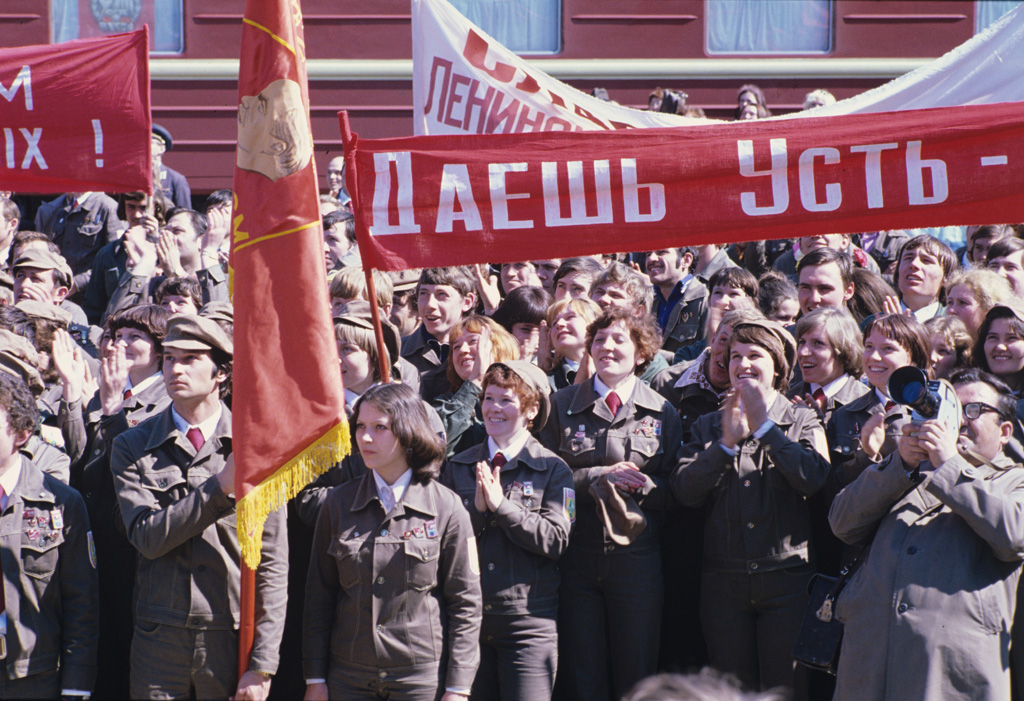
Ett nytt arbetslag anländer till Ust-Kut 1979.

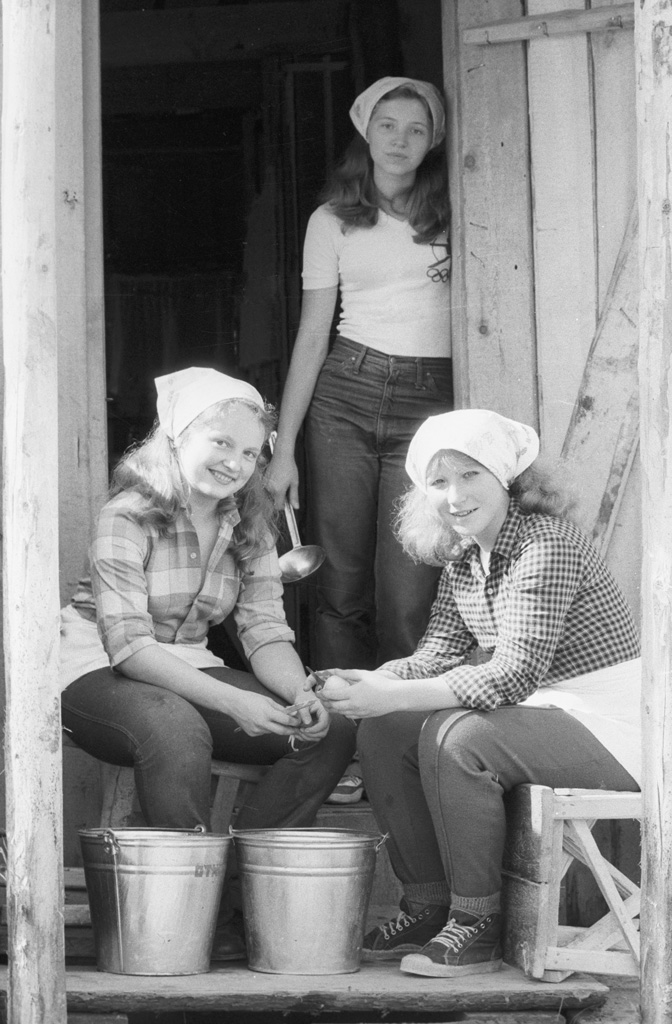
Studenter från Moskva arbetar som kockar. De kvinnor som arbetade på BAM sysslade i regel med olika slags service, alltså inte med banarbete.

1974 anförtroddes alltså projektet ungdomarna i Komsomol. Mellan 1974 och 1984 beräknas ca 500 000  människor ha arbetat med BAM och av dessa var två tredjedelar medlemmar i Komsomol. Det fanns flera skäl. Det rådde stagnation och apati i samhället, inte minst bland de unga. Man hoppades att satsningen skulle ge dem framtidstro och en tro på socialismen. Arbetskraften var billig. Man ville också att den blandade arbetsstyrkan – drygt 60 % män och knappt 40 % kvinnor – skulle leda till familjebildningar som skulle bosätta sig permanent i området. Dessutom inbjöds många ungdomar från andra socialistiska länder att deltaga, för att de på så sätt skulle få en känsla av samhörighet med Sovjetunionen och en tro på den sovjetiska modellen.
Alla dessa förhoppningar kom på skam, trots en massiv propaganda och trots att arbetskraften lockades med stora ekonomiska förmåner. Lönen var ofta tre gånger högre än normalt i Sovjetunionen. Arbetarna erbjöds gratis semestervistelse på valfri ort i landet. Duktiga arbetare belönades utlandsresor och inte minst löfte om att få en bil efter avslutat arbete (ett löfte som aldrig infriades). Ändå valde många att avsluta sitt treårskontrakt i förtid. Arbetsförhållandena var svåra. Bostäderna var dåliga. På fritiden fanns inte mycket att göra, även om man satsat på bygga kulturhus med musik och dans. Många kände sig missbelåtna med arbetsuppgifterna. Alkoholmissbruk och brottslighet var vanliga. Den entusiasm som kan ha funnits ersattes av cynism. (Den svenske kulturgeografen Peter de Souza menar dock 1984 att den entusiasm som ungdomarna visade upp var äkta, något som få senare skulle hålla med om.)

## Miljöskador
Den känsliga miljön tog skada av aktiviteterna. Det förekom skogsbränder, erosion, utsläpp av bensin och olja och bristande rening av avloppsvatten. Permafrosten skadades. Bajkalsjön, världens största sötvattensmagasin, förorenades. Varnande röster fanns men det pressade tidsschemat prioriterades framför miljöhänsyn.

## Konsekvenser för samhälle och ekonomi
Det fanns en diskussion i Sovjetunionen om huruvida järnvägen främst skulle bli en transportled för råvaror eller om den också skulle utgöra grunden för permanent bosättning och industrialisering av området. När BAM stod klar 2003 hade inget av dessa mål egentligen uppnåtts. Såväl gods- som persontrafik på banan är gles. BAM är 680 km kortare än Transsibiriska järnvägen, men godstransporterna går ändå långsammare eftersom BAM i regel bara har enkelspår och för att det finns hastighetsbegränsningar och begränsningar i hamnen vid Stilla havet. Driftskostnaderna är också betydligt högre än genomsnittet för Ryssland. Det har inte skett någon större industrialisering i området och befolkningen minskar.
Kostnaderna för att bygga delen mellan Ust-Kut och Komsomolsk-na-Amure var enorma. Redan när järnvägen blev färdig, stod det klart att den hade varit en gigantisk felinvestering. President Michail Gorbatjov var starkt kritisk och kallade 1988 projektet “det största monumentet över en era av stagnation” och ”ett exempel på Brezjnevs ekonomiskt riskfyllda politik”. En rysk journalist skrev 1992 att ”århundradets projekt” bara existerar i ”fanfarer och hurtfriska sånger. Ett glömt och meningslöst slöseri med resurser och pengar”.
Inte heller de mer politiska målen uppnåddes. Varken den inhemska ungdomen eller utlandet övertygades om den sovjetiska modellens överlägsenhet, tvärtom. Många utländska studenter i Sovjetunionen och ungdomar från Östeuropa och Latinamerika som lockats till BAM blev djupt besvikna över vad de såg. Varje år fick cirka 10 000 förtjänta arbetare vid BAM som belöning resa utomlands till  Östeuropa, Kuba, Nordkorea och Vietnam. Många uppträdde berusade eller på andra sätt olämpligt. Det blev svårt att se Sovjetunionen som ett föredöme.

## Trafik idag och i framtiden

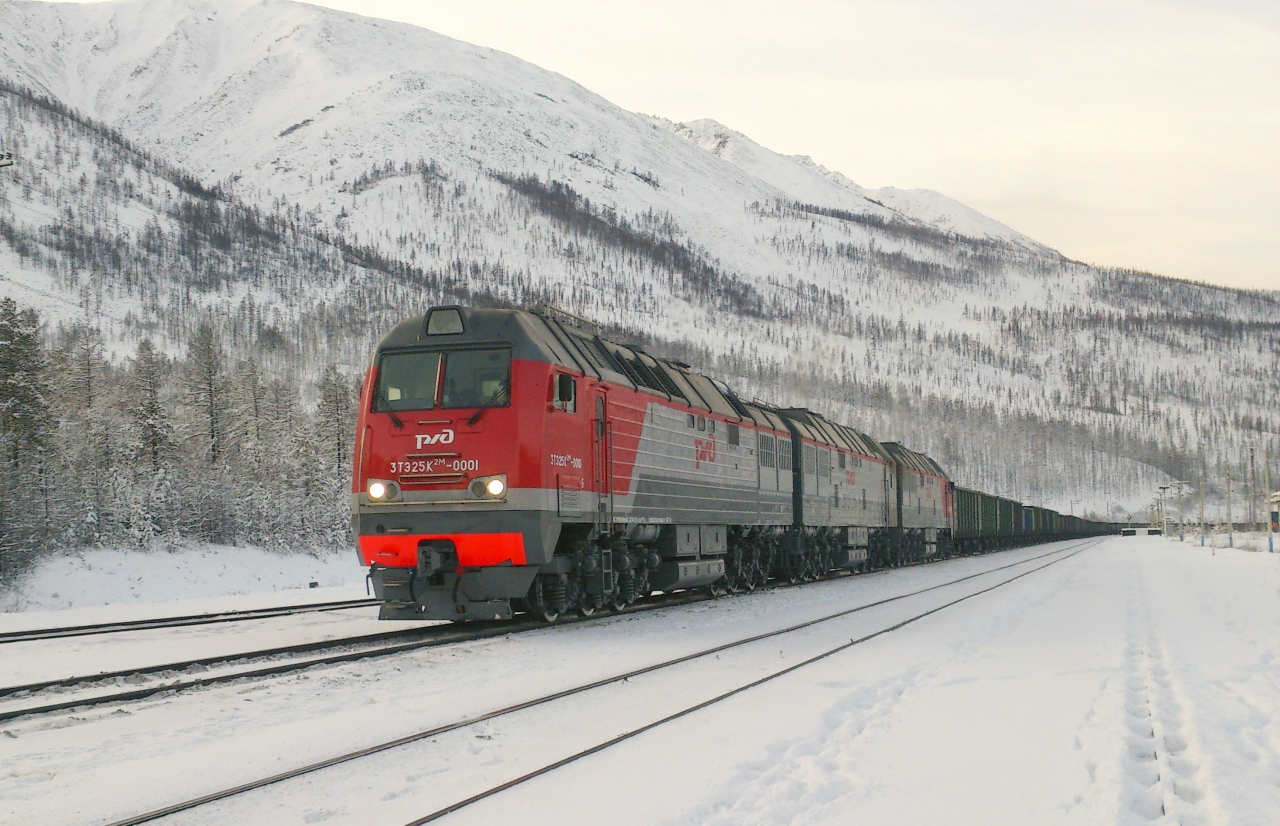
BAM. Tågsätt med tre dragenheter.

År 2018 trafikeras BAM både av gods- och persontåg. Området är rikt på naturtillgångar som behöver fraktas västerut för bearbetning eller österut för export. Det går ett dagligt persontåg från Tynda till Komsomolsk-na-Amure, en resa som tar 38 timmar och vidare därifrån till Sovjetskaja Gavan, en resa på 15 timmar. De tunga godstågen dras av diesellok med upp till fyra dragenheter på vintern.
Sedan 2014 går järnväg från Tynda ändra fram till Nizjnij Bestjach vid Lena mittemot Jakutsk. Det finns planer på en tunnel under den flera kilometer breda floden. Planer finns också på en tunnel från Sovjetskaja Gavan till ön Sachalin, men det lär i båda fallen dröja ganska länge innan de eventuellt blir verklighet. Mer närliggande är en utökning av containertrafiken och en fortsatt elektrifiering.